# Franz Krenn
Franz Krenn (Droß, 26 de febrer de 1816 – Sankt Andrä-Wördern, 18 de juny de 1897) fou un compositor austríac i mestre de composició.
El seu oncle, qui va ser també el seu primer instructor, Ignaz Henritsch, va ser pupil de Joseph Preindl (1756-1823), qui al seu torn havia estudiat sota Alberchtsberger; De la mateixa manera, el professor més important de Krenn a Viena, Ignaz, Ritter von Seyfried (1776-1841) va ser també un pupil d'Albrechtsberger, i estudià piano amb el mateix Mozart. El primer treball important de Krenn va ser regent de cor a la Mariahilferkirche (1847-1862). També va ser organista en diverses esglésies vieneses, esdevenint Kapellmeister de l'església de Sant Miquel de Viena el 1862. De 1869 fins al 1893 Krenn va ensenyar harmonia, contrapunt i composició al Conservatori de Viena. Durant aquest temps, sembla que va adquirir el renom de «Vell Krenn», i és avui sovint descrit per haver sigut un mestre força pedant. En la seva tèsi doctoral, el musicòleg Paul Banks parla sobre la mediocritat creativa de Krenn, qui paradoxalment va ser professor d'alumnes brillants com Gustav Mahler, Hans Rott i Hugo Wolf, i es pregunta:
Faced with this well-written but facile music, without a spark of inner life, it must be wondered what, if anything, this teacher was able to pass on to his pupils. The early works of a comparatively unoriginal pupil, Mathilde von Kralik, are more adventurous in their adoption of stylistic features from Brahms and Schumann, to say nothing of those by Mahler and Rott.
Per a Krenn, la composició era més un ofici que un art, i per això són observables a les seves partitures moltíssimes abreviacions de caràcter pràctic. Estilísticament, va mantenir una distinció entre música sacra i música secular. És possible que l'estil sargat que desenvoluparia cap a l'any 1839, més auster i conservador, fos causat o inspirat per la reforma ceciliana, la qual intentava reformar la música de l'Església Catòlica Romana.
Entre els seus alumnes més coneguts hi ha Hugo von Steiner, Max Zach, Edmund Schuëcker, Leoš Janáček, Mathilde Kralik, Gustav Mahler, que va estudiar amb ell entre 1875 i 1878, Richard Robert, Hans Rott, i Alexander von Zemlinsky. El curs de composició que oferia tenia tres punts essencials, més enllà de la pròpia composició: aprendre a treballar amb conjunts de música de cambra, utilitzar l'orquestra del conservatori com a plataforma per escoltar les pròpies obres, i practicar l'art de la direcció. Les seves composicions inclouen misses, cantates, oratoris, rèquiems, corals i cançons, obres per a orgue i piano, i simfonies. En l'actualitat, cap d'elles es troba enregistrada.